# Cathach de San Columba
El Cathach de San Columba, conocido como el Cathach (que significa "el Batallador"), es un salterio insular de finales del siglo VI. Es el manuscrito más antiguo que se conserva en Irlanda y el segundo salterio en latín más antiguo del mundo.
Su cumdach (una especie de relicario de metal ornamentado o estuche para libros sagrados) data de finales del siglo XI y fue reformado en los siglos XIV y XVI. El santuario pertenecía a los jefes del clan Ó Domhnaill, los señores de Tír Chonaill, como grito de guerra y protector en la batalla.
El Cathach fue llevado al continente en 1691 tras el tratado de Limerick, y no volvió a Irlanda hasta 1813. Ese año se reabrió el cumdach, lo que llevó al redescubrimiento del manuscrito. Para entonces estaba en muy malas condiciones, pero se sometió a una restauración importante en 1982 cuando las páginas existentes se reencuadernaron y se volvieron a montar en hojas de vitela. Sin embargo, el Cathach permanece gravemente dañado, con solo 58 hojas de vitela sobrevivientes de las 110 originales.
Actualmente, el manuscrito (RIA MS 12 R) se encuentra en la Real Academia Irlandesa de Dublín y el cumdach se encuentra en la sección de arqueología del Museo Nacional de Irlanda.

## Historia
An Cathach fue utilizado como grito de guerra y protector en la batalla. Se decía que protegía y garantizaba la victoria en la guerra a los líderes de Donegal. Antes de una batalla, era costumbre que un monje u hombre santo elegido (generalmente adjunto al clan McGroarty, y alguien que estaba en estado de gracia) usara el Cathach y el cumdach, o santuario del libro, alrededor de su cuello y luego caminar tres tiempos en el sentido del sol alrededor de los guerreros del clan O'Donnell.

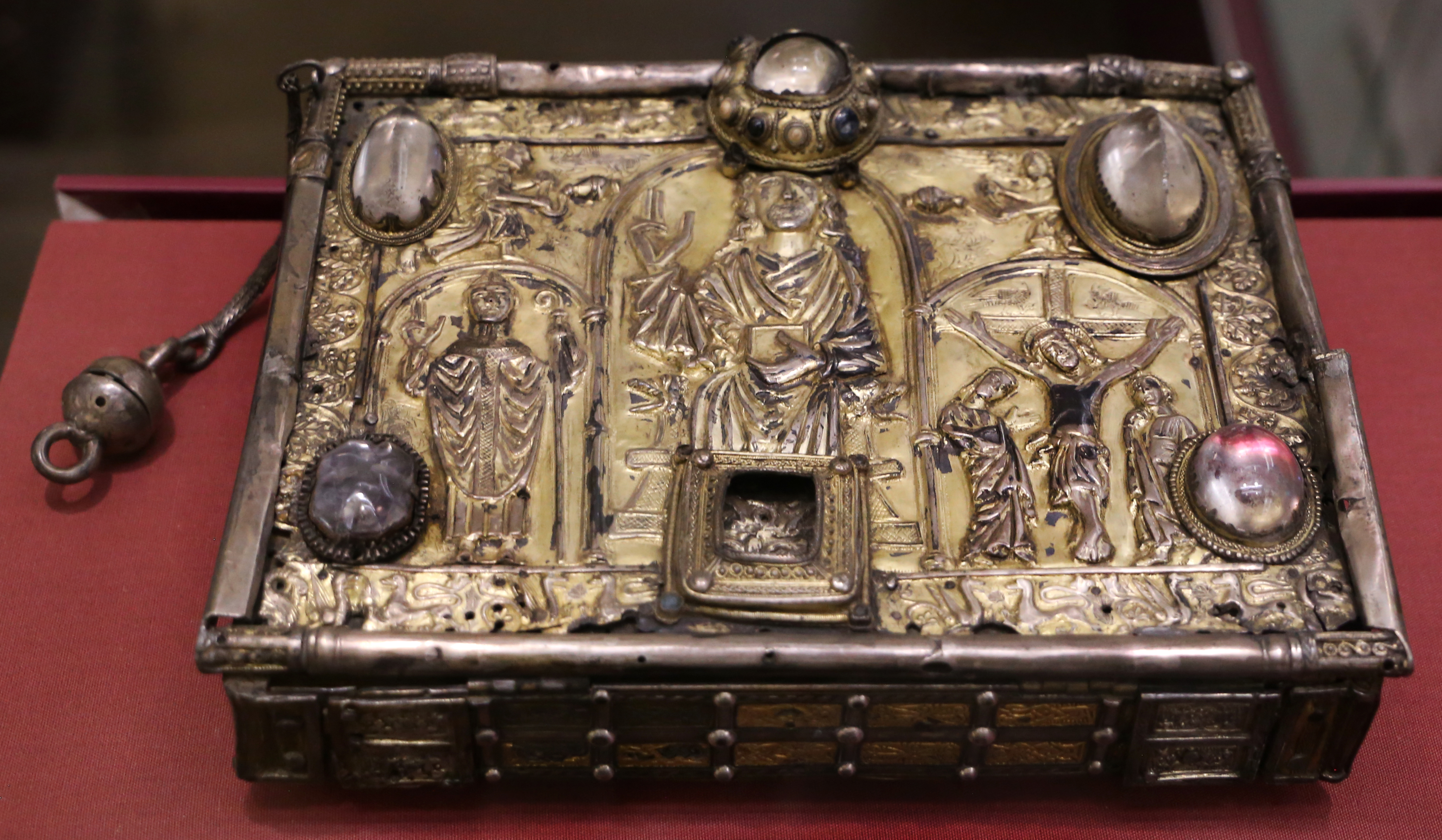
El cumdach del Cathach

Como jefe de facto del clan O'Donnell, el manuscrito fue heredado por el general de brigada Daniel O'Donnell (1666-1735) y fue considerado por él, de acuerdo con su historia tradicional, como un talismán de la victoria si era llevado a la batalla por cualquiera de los Cinel Conaill. Primero sirvió al rey Jacobo II durante la guerra Guillermita de Irlanda y luego, siguiendo el tratado de Limerick, el general O'Donnell se exilió en Francia y sirvió al rey Luis XIV como oficial en la Brigada Irlandesa. Colocó el Cathach en una caja de plata y lo depositó para su seguridad en un monasterio belga, dejando instrucciones en su testamento de que se entregaría a quien pudiera demostrar que era el jefe del clan O'Donnell. A través de un abad irlandés fue restaurado a Sir Neale O'Donnell, segundo baronet, de Newport House, condado de Mayo, en 1802. Su hijo, Sir Richard Annesley, confió la reliquia a la Real Academia de Irlanda en 1842. Las hojas se pegaron juntas hasta que se separaron en el Museo Británico en 1920; el manuscrito se restauró aún más entre 1980 y 1981.

## Descripción

### Manuscrito

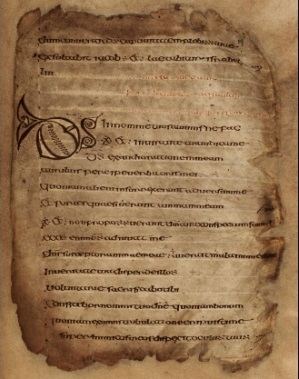
Folio 19r, nótese los bordes desgastados y manchados causados por daños por impacto cuando las páginas se movieron contra el cumdach, que no era lo suficientemente grande para mantenerlas planas en su lugar.

El manuscrito consiste en una versión galicana de la versión Vulgata del Salmo 30:13 al 105:13, y tradicionalmente se supone que fue escrito por San Columba (Colum Cille, m. 597). Está fechado entre 560 y 600, mide 27 cm x 19, y actualmente consta de 58 folios ; el manuscrito completo habría contenido alrededor de 110 folios.
La decoración se limita a la letra inicial de cada Salmo. Cada inicial se crea a partir de una línea negra gruesa que es más grande que el texto principal y está decorada con patrones de trompeta, espiral y guilloché. Suelen estar delineados con puntos naranjas y tienen áreas de las letras de color blanco, fucsia, rosa y tintes anaranjados. La historiadora del arte Françoise Henry describió la inicial como "un hito esencial en la historia de la iluminación insular" y especuló que la portada ahora perdida "habría sido invaluable para nuestro conocimiento de la iluminación irlandesa".
Las iniciales son seguidas por una serie de letras que disminuyen gradualmente de tamaño antes de fusionarse con el texto principal.

Los manuscritos irlandeses se escribieron típicamente en guiones localizados. El Cathach fue escrito en su mayor parte por un solo escriba que usó una mano de libro de letras redondas y fuertes gracias latinas o en cuña en los trazos verticales. Según el historiador y calígrafo Timothy O'Neill, el escriba empleó una pluma afilada en lugar de puntiaguda, que sostenía en un ángulo plano "para producir trazos gruesos hacia abajo y horizontales delgados".

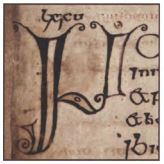
folio 35r (detalle)
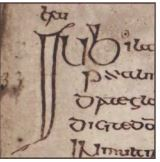
folio 26r (detalle)
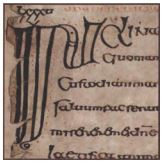
folio 43v (detalle)

### Cumdach

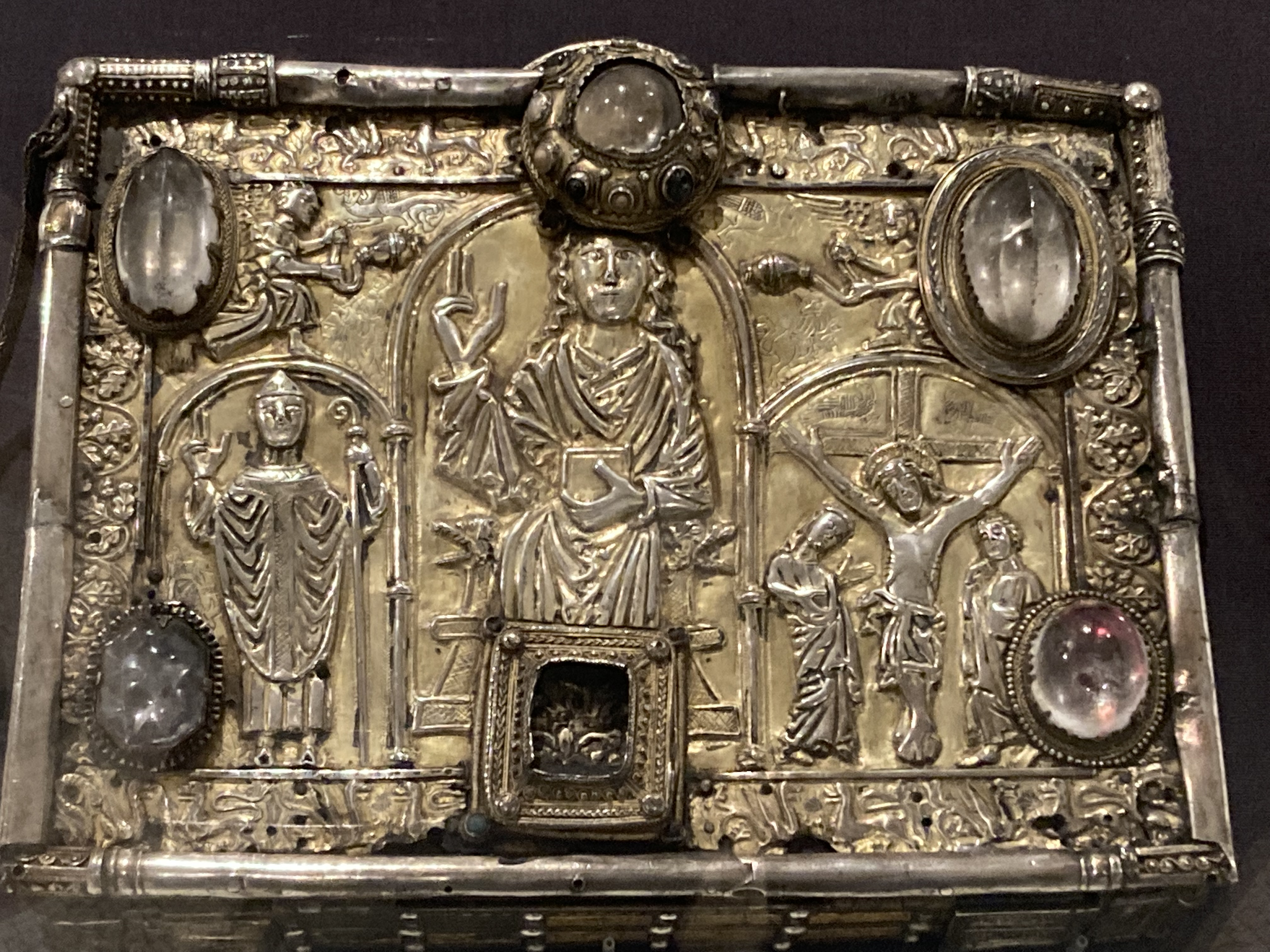
El Santuario de Cathach. Longitud: 8.5 en (220 mm), ancho: 7.25 en (184 mm), respiración: 2.1 en (53 milímetro). Museo Nacional de Irlanda, NMI R2835

El cumdach (relicario del libro) especialmente elaborado consta de una caja oblonga de madera con bisagras cubierta con placas decorativas de bronce y plata dorada, con monturas que sostienen engarces de vidrio y cristal. Antes de esto, el manuscrito probablemente se habría guardado en un tipo de cartera protectora de cuero conocida como "tiag", similar a la que se hizo para el Breac Maodhóg del siglo IX.
El relicario experimentó tres fases principales de construcción. as el manuscrito estaba en posesión de los O'Donnellsy fue la reliquia de su jefe. Una nueva fase de repujado dorado fue efectuada entre 1350 y 1375 con un gran Cristo en Majestad sentado, flanqueado a la derecha por una escena de la Crucifixión, y por un santo (probablemente Columna) a su izquierda. En el siglo XVI se llevaron a cabo más embellecimientos y trabajos de reparación,y nuevamente en 1723 mientras estuvo al cuidado de Daniel O'Donell en su estadía en París.
El cumdach ha estado en uso continuo desde su primera construcción, incluso por parte de sus cuidadores hereditarios, la familia Magroarty, de Ballymagrorty, condado de Donegal, uno de los cuales fue asesinado en 1497 cuando se capturó el relicario. En la actualidad forma parte de la colección del Museo Nacional de Irlanda.

#### Paneles laterales

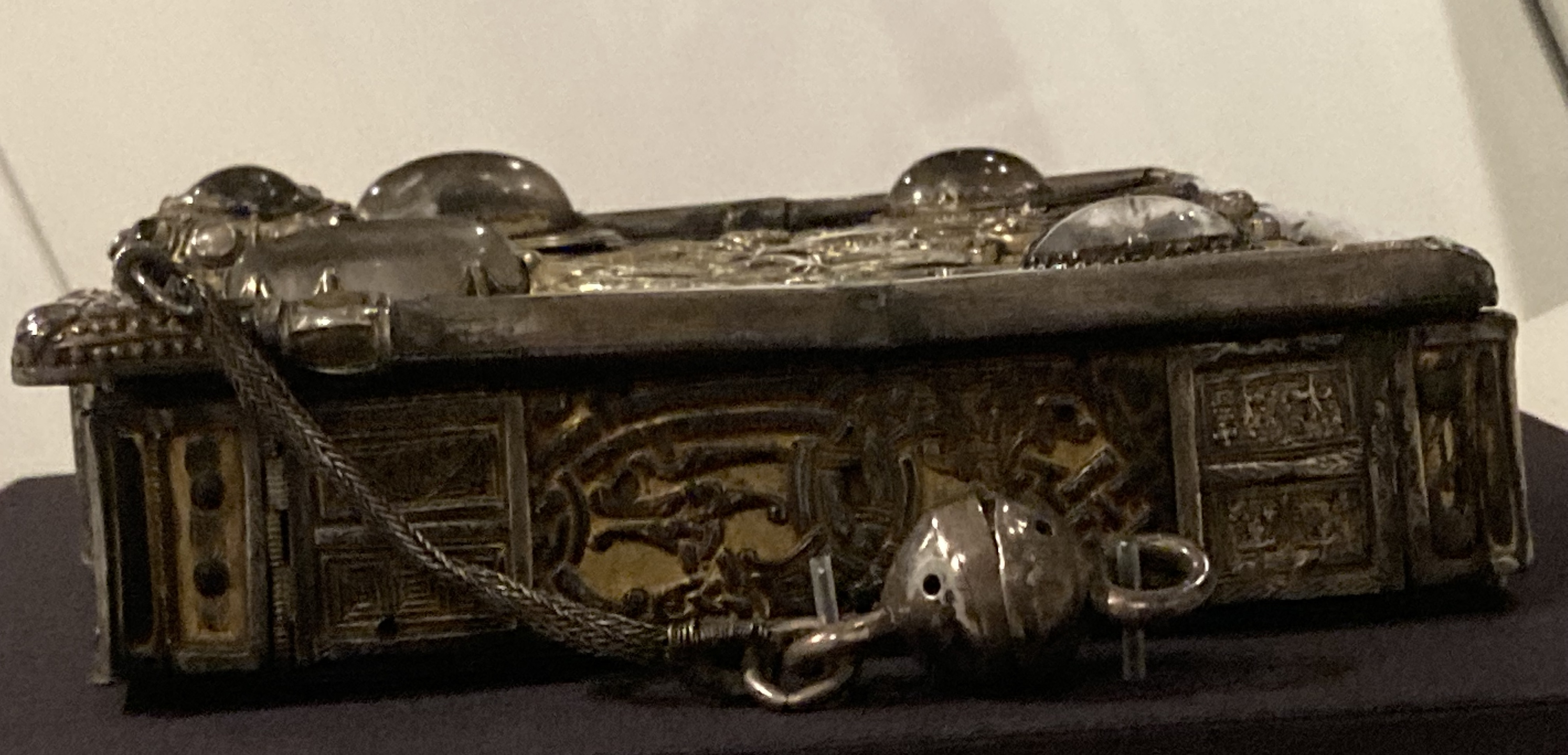
Lado corto

Los paneles laterales largos y cortos contienen inserciones y montajes de diferentes fases. Los lados largos consisten principalmente en contener adornos de animales tradicionales y diseños abstractos. Las monturas dominantes en los lados cortos contienen patrones más sofisticados influenciados por el estilo Ringerike del arte vikingo.

#### Inscripciones

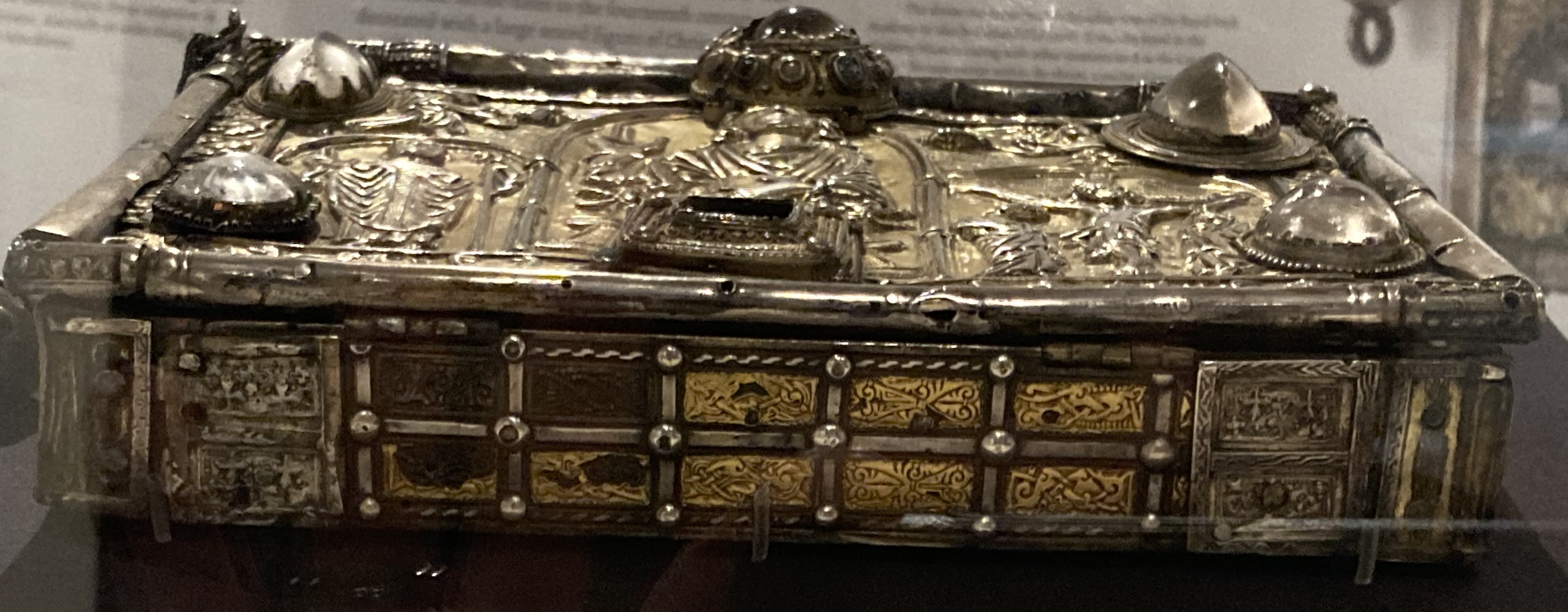
Lado largo inferior

El relicario contiene una serie de inscripciones, aunque las letras están muy dañadas en algunos lugares, la redacción contiene errores ortográficos y contracciones, y se modificaron o agregaron en fechas posteriores. Escritos en irlandés y colocados en el sentido de las agujas del reloj a lo largo de los bordes del reverso de la parte posterior del relicario (comenzando en la parte superior izquierda), están firmados por su orfebre, Sitric Mc Meic Aeda (Sitric, hijo de Meic Aeda), quien registra que lo construyó bajo la instrucción de Domnall Mac Robartaigh (un abad de Kells que se había retirado antes de su muerte en 1094, pero se describe en la inscripción como "sucesor de Kells"), quien a su vez estaba bajo la comisión y el pago de Cathbarr Ua Domnaill.
La inscripción completa se ha traducido como:
"Una oración por Cathbarr Ua Domnaill, quien hizo construir este relicario
y para Sitric, hijo de Mac Aeda, quien [lo] hizo
y para Domnall Mac Robartaig, coarb de Kells, por quien fue hecho".
No se sabe nada de Sitric fuera de un registro de que su padre trabajó como artesano en Kells. Dada la cantidad de errores ortográficos y la falta de consistencia en el guion, se ha sugerido que Sitric era analfabeto y simplemente transcribió un guion que se le dio.